# Draft de la NBA de 2005
El Draft de la NBA de 2005 tuvo lugar el día 28 de junio en el Madison Square Garden de Nueva York. fue el último draft en el cual se podían elegir jugadores procedentes de high school. A partir de este año, no se podrán elegir jugadores que no hayan cumplido 19 años antes del 31 de diciembre del año en cuestión, y que al menos haya pasado un año desde su graduación en el instituto. Para jugadores internacionales, estos deben haber cumplido 19 años en el año del draft. Ese año el jugador de los New Orleans Hornets, Chris Paul, fue nombrado rookie del año.

## Primera ronda

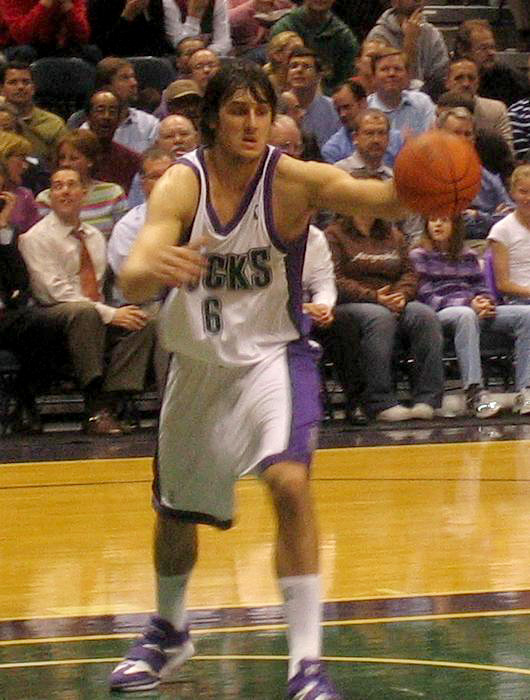
Andrew Bogut, elegido en la primera posición.

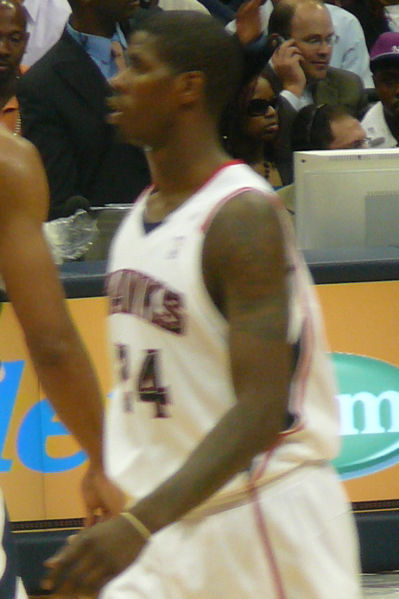
Marvin Williams, elegido por Atlanta Hawks en segunda posición.

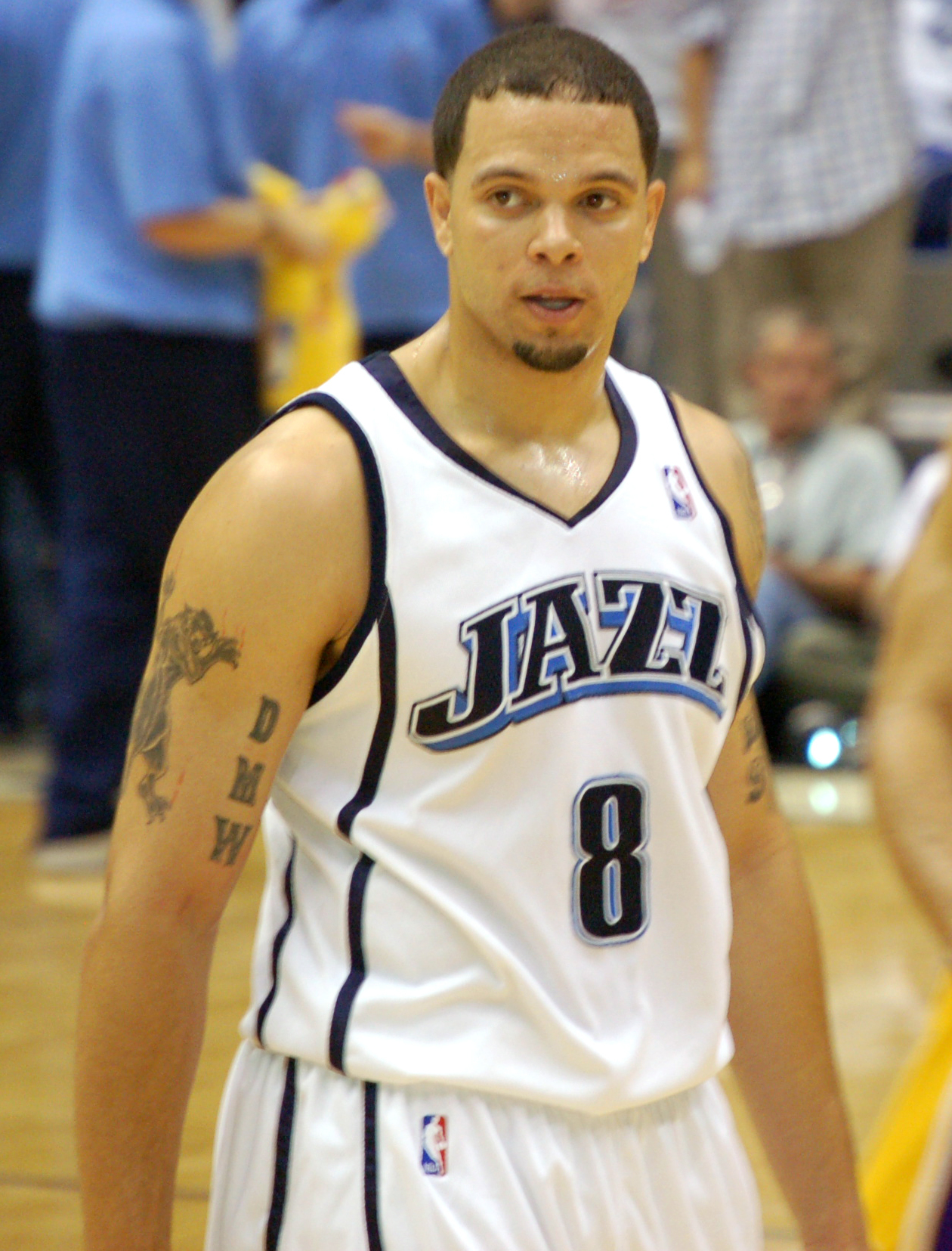
Deron Williams, la tercera elección.

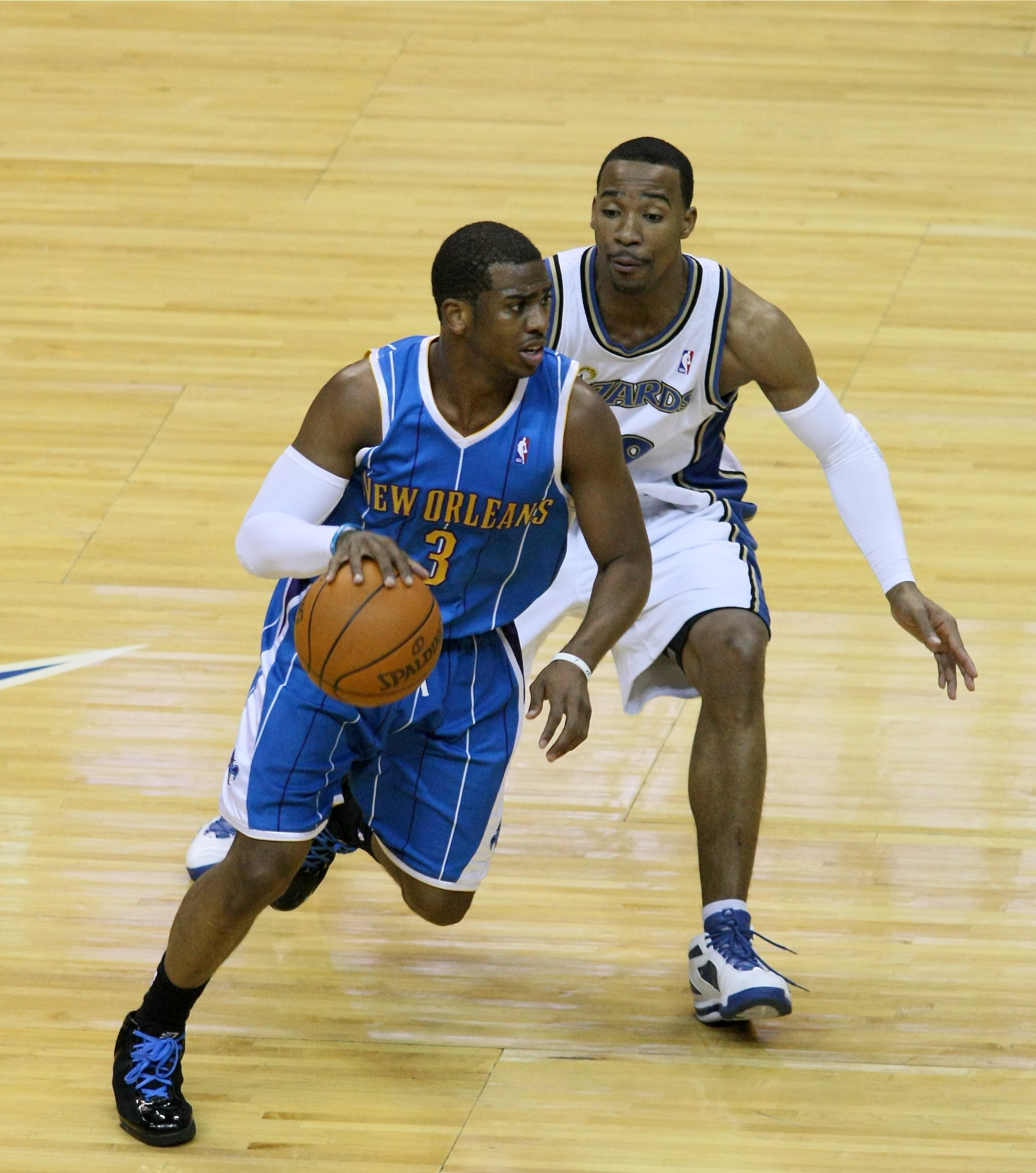
Chris Paul, elegido en cuarto lugar por New Orleans Hornets.

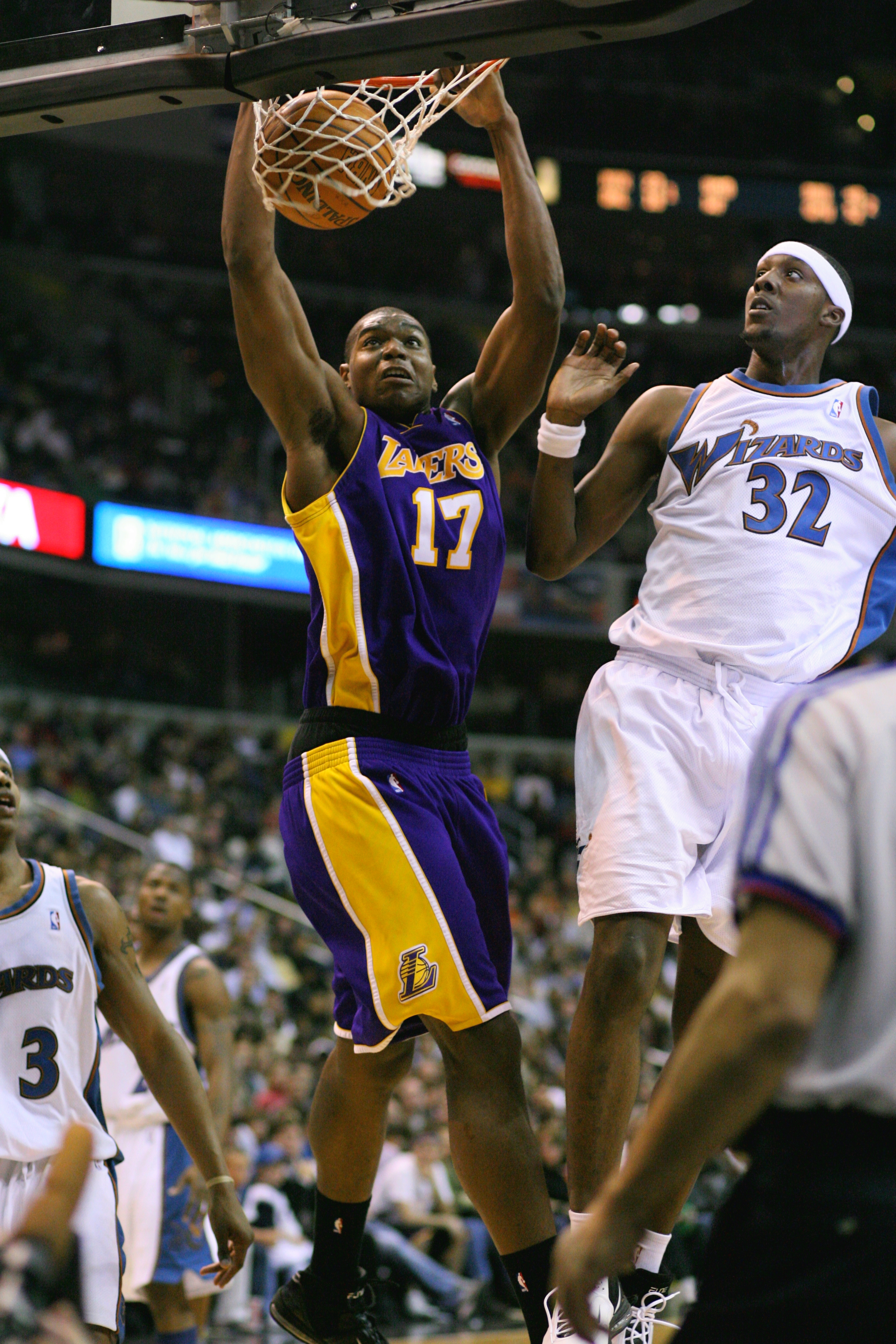
Andrew Bynum, elegido en la décima posición.

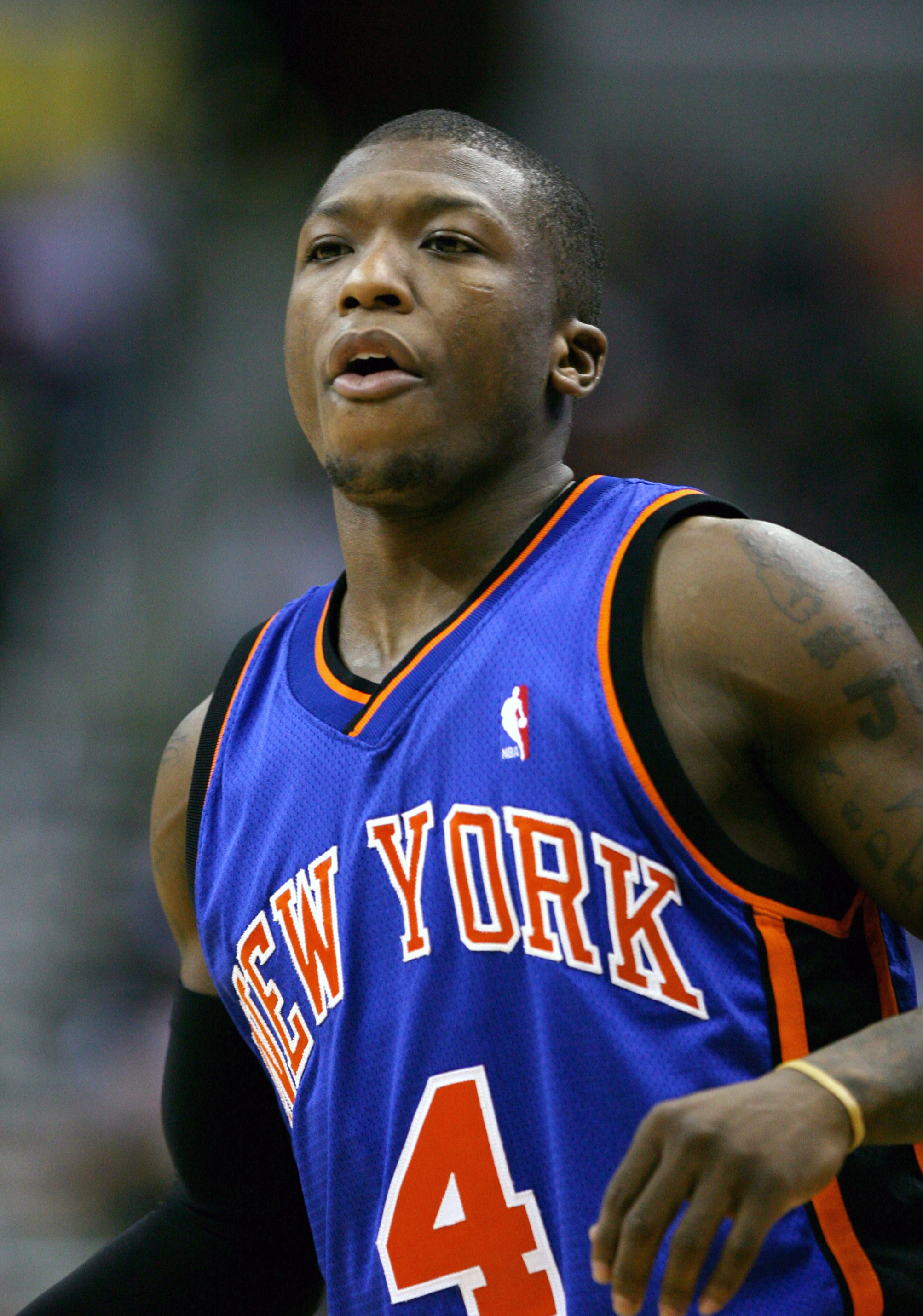
Nate Robinson, la elección n.º 21.

|  | Denota jugador que ha sido seleccionado al menos en un All-Star Game y un Mejor Quinteto de la NBA |
|  | Denota jugador que ha sido seleccionado al menos en un All-Star Game                               |
|  | Denota jugador que ha sido seleccionado al menos en un Mejor Quinteto de la NBA                    |
|  | Denota jugador que nunca ha jugado en la NBA                                                       |

| Pick | Jugador                 | Nacionalidad         | Equipo de la NBA                                                     | Origen (Universidad/Club)               |
| ---- | ----------------------- | -------------------- | -------------------------------------------------------------------- | --------------------------------------- |
| 1    | Andrew Bogut (C/PF)     | Australia            | Milwaukee Bucks                                                      | Utah                                    |
| 2    | Marvin Williams (SF)    | Estados Unidos       | Atlanta Hawks                                                        | North Carolina                          |
| 3    | Deron Williams (PG)     | Estados Unidos       | Utah Jazz (desde Portland)                                           | Illinois                                |
| 4    | Chris Paul (PG)         | Estados Unidos       | New Orleans Hornets                                                  | Wake Forest                             |
| 5    | Raymond Felton (PG)     | Estados Unidos       | Charlotte Bobcats                                                    | North Carolina                          |
| 6    | Martell Webster (SG)    | Estados Unidos       | Portland Trail Blazers (desde Utah)                                  | Seattle Preparatory School (Seattle)    |
| 7    | Charlie Villanueva (PF) | República Dominicana | Toronto Raptors                                                      | UConn                                   |
| 8    | Channing Frye (PF/C)    | Estados Unidos       | New York Knicks                                                      | Arizona                                 |
| 9    | Ike Diogu (PF)          | Estados Unidos       | Golden State Warriors                                                | Arizona State                           |
| 10   | Andrew Bynum (C)        | Estados Unidos       | Los Angeles Lakers                                                   | St. Joseph's High School (Metuchen, NJ) |
| 11   | Fran Vázquez (PF)       | España               | Orlando Magic                                                        | Unicaja Málaga (España)                 |
| 12   | Yaroslav Korolev (SF)   | Rusia                | Los Angeles Clippers                                                 | CSKA Moscú (Rusia)                      |
| 13   | Sean May (PF)           | Estados Unidos       | Charlotte Bobcats (desde Cleveland a través de Phoenix)              | North Carolina                          |
| 14   | Rashad McCants (SG)     | Estados Unidos       | Minnesota Timberwolves                                               | North Carolina                          |
| 15   | Antoine Wright (SG)     | Estados Unidos       | New Jersey Nets                                                      | Texas A&M                               |
| 16   | Joey Graham (SF)        | Estados Unidos       | Toronto Raptors (desde Philadelphia a través de Denver y New Jersey) | Oklahoma State                          |
| 17   | Danny Granger (F)       | Estados Unidos       | Indiana Pacers                                                       | Nuevo México                            |
| 18   | Gerald Green (SF/SG)    | Estados Unidos       | Boston Celtics                                                       | Gulf Shores Academy (Houston)           |
| 19   | Hakim Warrick (SF)      | Estados Unidos       | Memphis Grizzlies                                                    | Syracuse                                |
| 20   | Julius Hodge (SG/SF)    | Estados Unidos       | Denver Nuggets (desde Washington a través de Orlando)                | NC State                                |
| 21   | Nate Robinson (PG)      | Estados Unidos       | Phoenix Suns (desde Chicago)                                         | Washington                              |
| 22   | Jarrett Jack (PG)       | Estados Unidos       | Denver Nuggets                                                       | Georgia Tech                            |
| 23   | Francisco García (SG)   | República Dominicana | Sacramento Kings                                                     | Louisville                              |
| 24   | Luther Head (SG)        | Estados Unidos       | Houston Rockets                                                      | Illinois                                |
| 25   | Johan Petro (C)         | Francia              | Seattle SuperSonics                                                  | Pau-Orthez (Francia)                    |
| 26   | Jason Maxiell (PF)      | Estados Unidos       | Detroit Pistons                                                      | Cincinnati                              |
| 27   | Linas Kleiza (PF)       | Lituania             | Portland Trail Blazers (desde Dallas a través de Utah)               | Missouri                                |
| 28   | Ian Mahinmi (PF/C)      | Francia              | San Antonio Spurs                                                    | Le Havre (Francia)                      |
| 29   | Wayne Simien (PF)       | Estados Unidos       | Miami Heat                                                           | Kansas                                  |
| 30   | David Lee (PF)          | Estados Unidos       | New York Knicks (desde Phoenix a través de San Antonio)              | Florida                                 |

## Segunda ronda
| Pick | Jugador                      | Nacionalidad        | Equipo de la NBA                                                    | Origen (Universidad/Club)                   |
| ---- | ---------------------------- | ------------------- | ------------------------------------------------------------------- | ------------------------------------------- |
| 31   | Salim Stoudamire (SG)        | Estados Unidos      | Atlanta Hawks                                                       | Arizona                                     |
| 32   | Daniel Ewing (PG)            | Estados Unidos      | Los Angeles Clippers (desde Charlotte)                              | Duke                                        |
| 33   | Brandon Bass (PF)            | Estados Unidos      | New Orleans Hornets                                                 | LSU                                         |
| 34   | C. J. Miles (SG)             | Estados Unidos      | Utah Jazz                                                           | Skyline High School (Dallas)                |
| 35   | Ricky Sánchez (C)            | Puerto Rico         | Portland Trail Blazers                                              | IMG Academy                                 |
| 36   | Ersan Ilyasova (F)           | Turquía             | Milwaukee Bucks                                                     | Fenerbahçe Ülkerspor (Turquía)              |
| 37   | Ronny Turiaf (PF)            | Francia             | Los Angeles Lakers (desde New York a través de Atlanta y Charlotte) | Gonzaga                                     |
| 38   | Travis Diener (PG)           | Estados Unidos      | Toronto Raptors                                                     | Marquette                                   |
| 39   | Von Wafer (SG)               | Estados Unidos      | Los Angeles Lakers                                                  | Florida State                               |
| 40   | Monta Ellis (PG)             | Estados Unidos      | Golden State Warriors                                               | Lanier High School (Jackson, MS)            |
| 41   | Roko Ukić (PG)               | Croacia             | Toronto Raptors (desde Orlando)                                     | KK Split (Croacia)                          |
| 42   | Chris Taft (F/C)             | Estados Unidos      | Golden State Warriors (desde L.A. Clippers a través de New Jersey)  | Pittsburgh                                  |
| 43   | Mile Ilić (C)                | Serbia y Montenegro | New Jersey Nets                                                     | KK Reflex (Serbia)                          |
| 44   | Martynas Andriuškevičius (C) | Lituania            | Orlando Magic (desde Cleveland)                                     | Žalgiris (Lituania)                         |
| 45   | Louis Williams (SG)          | Estados Unidos      | Philadelphia 76ers                                                  | South Gwinnett High School (Snellville, GA) |
| 46   | Eražem Lorbek (F/C)          | Eslovenia           | Indiana Pacers                                                      | Fortitudo Bologna (Italia)                  |
| 47   | Bracey Wright (SG)           | Estados Unidos      | Minnesota Timberwolves                                              | Indiana                                     |
| 48   | Mickaël Gelabale (SF)        | Francia             | Seattle SuperSonics (desde Memphis)                                 | Real Madrid (España)                        |
| 49   | Andray Blatche (F/C)         | Estados Unidos      | Washington Wizards                                                  | South Kent HS (Connecticut)                 |
| 50   | Ryan Gomes (F)               | Estados Unidos      | Boston Celtics                                                      | Providence                                  |
| 51   | Robert Whaley (PF)           | Estados Unidos      | Utah Jazz (desde Chicago a través de Houston)                       | Walsh                                       |
| 52   | Axel Hervelle (PF)           | Bélgica             | Denver Nuggets                                                      | Real Madrid (España)                        |
| 53   | Orien Greene (SG)            | Estados Unidos      | Boston Celtics (desde Sacramento)                                   | Louisiana-Lafayette                         |
| 54   | Dijon Thompson (F/G)         | Estados Unidos      | New York Knicks (desde Houston)                                     | UCLA                                        |
| 55   | Lawrence Roberts (PF)        | Estados Unidos      | Seattle SuperSonics                                                 | Mississippi State                           |
| 56   | Amir Johnson (PF)            | Estados Unidos      | Detroit Pistons                                                     | Westchester High School (Los Ángeles)       |
| 57   | Marcin Gortat (F/C)          | Polonia             | Phoenix Suns (desde Dallas a través de New Orleans)                 | RheinEnergie Köln (Alemania)                |
| 58   | Uroš Slokar (SF)             | Eslovenia           | Toronto Raptors (desde Miami)                                       | Snaidero Udine (Italia)                     |
| 59   | Cenk Akyol (PG)              | Turquía             | Atlanta Hawks (desde San Antonio)                                   | Efes Pilsen (Turquía)                       |
| 60   | Alex Acker (SG)              | Estados Unidos      | Detroit Pistons (desde Utah a través de Phoenix)                    | Pepperdine                                  |

## Jugadores destacados no incluidos en el draft
Estos jugadores no fueron seleccionados en el draft de la NBA de 2005, pero han jugado al menos un partido en la NBA.
| Jugador          | Pos. | Nacionalidad   | Universidad/Club           |
| ---------------- | ---- | -------------- | -------------------------- |
| Alan Anderson    | G-F  | Estados Unidos | Michigan State (Sr.)       |
| Kelenna Azubuike | G-F  | Estados Unidos | Kentucky (Jr.)             |
| Eddie Basden     | G    | Estados Unidos | Charlotte (Sr.)            |
| Mike Harris      | SF   | Estados Unidos | Rice (Jr.)                 |
| Will Bynum       | G    | Estados Unidos | Georgia Tech (Sr.)         |
| Will Conroy      | PG   | Estados Unidos | Washington (Sr.)           |
| Sharrod Ford     | F-C  | Estados Unidos | Clemson (Sr.)              |
| Deng Gai         | F    | Sudán del Sur  | Fairfield (Sr.)            |
| Stephen Graham   | G    | Estados Unidos | Oklahoma State (Sr.)       |
| Devin Green      | G    | Estados Unidos | Hampton (Sr.)              |
| Chuck Hayes      | C-F  | Estados Unidos | Kentucky (Sr.)             |
| Marcelo Huertas  | G    | Brasil         | Joventut Badalona (España) |
| Dwayne Jones     | C-F  | Estados Unidos | Saint Joseph's (Jr.)       |
| Keith Langford   | G    | Estados Unidos | Kansas (Sr.)               |
| John Lucas III   | G    | Estados Unidos | Oklahoma State (Sr.)       |
| Aaron Miles      | G    | Estados Unidos | Kansas (Sr.)               |
| Randolph Morris  | C    | Estados Unidos | Kentucky (Fr.)             |
| Andre Owens      | G    | Estados Unidos | Houston (Sr.)              |
| Kevinn Pinkney   | C    | Estados Unidos | Nevada (Sr.)               |
| Ronnie Price     | G    | Estados Unidos | Utah Valley State (Sr.)    |
| Shavlik Randolph | F    | Estados Unidos | Duke (Jr.)                 |
| Anthony Roberson | G    | Estados Unidos | Florida (Jr.)              |
| Luke Schenscher  | C    | Australia      | Georgia Tech (Sr.)         |
| Donell Taylor    | G    | Estados Unidos | UAB (Sr.)                  |
| Matt Walsh       | G-F  | Estados Unidos | Florida (Jr.)              |
| Jawad Williams   | F    | Estados Unidos | North Carolina (Sr.)       |